# 宝泉寺 (葛飾区)
宝泉寺（ほうせんじ）は、東京都葛飾区にある真言宗豊山派の寺院。新四国四箇領八十八箇所霊場第16番札所。

## 概要
1612年（慶長17年）、宥静によって開山された。
平戸藩藩主松浦家の隠居寺であり、境内には松浦家の墓石がある。元々は松浦家の菩提寺広徳寺（台東区）にあったものだが、1927年（昭和2年）の改葬時に、墓石を移したものである（遺骨は平戸市の雄香寺に移した）。

## 交通アクセス
- 青砥駅より徒歩7分（経路案内）。